# José Rui Cruz
José Rui Alves Duarte Cruz (14 de novembro de 1966) é um empresário, deputado e político português. Ele é deputado à Assembleia da República na XIV legislatura pelo Partido Socialista. Ele tem uma licenciatura em Enfermagem.